# Ochropleura fuscicosta
Ochropleura fuscicosta är en fjärilsart som beskrevs av Hirschke 1910. Ochropleura fuscicosta ingår i släktet Ochropleura och familjen nattflyn. Inga underarter finns listade i Catalogue of Life.